# Twenty Good Years
Twenty Good Years, amerikansk tv-serie med Jeffrey Tambor, John Lithgow, Heather Burns och Jake Sandvig i huvudrollerna. Tv-serien hade amerikansk premiär på NBC den 11 oktober 2006.